# Daihatsu Charade (2011)
| Sterne im Euro-NCAP-Crashtest |

Der Daihatsu Charade ist ein Kleinwagen des japanischen Herstellers Daihatsu, der am 28. Mai 2011 in Deutschland auf den Markt kam. Er wurde nur in Europa in Ländern mit Rechtsverkehr angeboten, da keine Version für den Linksverkehr produziert wurde. Das Modell war nur fünftürig mit Schrägheck erhältlich. 2013 wurde die Produktion eingestellt.

## Hintergrund
Wenige Wochen nachdem Daihatsu verkündet hatte, sich bis Anfang 2013 vom europäischen Markt zurückzuziehen, wurde der  Charade als letztes neues Modell dieser Marke in Europa vorgestellt.
Dabei handelt es sich um eine leicht modifizierte Version des im Herbst 2011 ausgelaufenen Toyota Yaris (XP9). Hergestellt wurde der Charade wie der europäische Yaris im Werk der Toyota Motor Manufacturing France S.A.S. Damit sollte die in Europa zuletzt schwächelnde Marke Daihatsu bis zu ihrem Rückzug nochmals an Fahrt gewinnen.

## Ausstattung
Den Charade gibt es in den zwei Ausstattungslinien Basis und Top. Alle Fahrzeuge sind in der Basisausführung mit Fahrer-, Beifahrer-, Seiten-, Kopf- und einem Knieairbag sowie vorne mit 3-Punkt-Automatikgurten ausgestattet. Außerdem ist das elektronische Stabilitätsprogramm VSC mit Antriebsschlupfregelung TRC serienmäßig an Bord. Ein CD-Radio mit sechs Lautsprechern gehört ebenso zum Serienumfang wie eine Klimaanlage, umklappbare Rücksitze, eine Servolenkung, eine um 15 cm verschiebbare Rückbank und Zentralverriegelung. Weiterhin verfügt der Charade über elektrisch einstellbare Außenspiegel und Halogenscheinwerfer.
Die gehobene Ausstattungsvariante Top bietet zusätzlich Nebelscheinwerfer, elektrische Fensterheber hinten, eine Klimaautomatik sowie getönte Scheiben ab der B-Säule.
Der Charade wird serienmäßig in roter Uni-Lackierung ausgeliefert. Auf Wunsch stehen drei Perleffekt-Metalliclacke in den Farbtönen Silber, Champagner und Schwarz zur Auswahl.

## Technische Daten
Der Charade wird ausschließlich mit einem quer eingebauten 1,33 Liter großen Reihenvierzylinder-Ottomotor mit zwei obenliegenden Nockenwellen und 16 Ventilen angeboten. Die maximale Leistung beträgt 73 kW (99 PS), das maximale Drehmoment wird mit 128 Nm bei 3800/min angegeben.
Das Fahrzeug hat Frontantrieb und serienmäßig ein Sechsgang-Schaltgetriebe. Auf Wunsch ist auch das automatisierte Sechsgang-Schaltgetriebe Multi-Mode erhältlich.
Die Vorderräder sind einzeln an MacPherson-Federbeinen und Dreieckslenkern aufgehängt, hinten gibt es eine Verbundlenkerachse. Ebenfalls Standard ist ein Antiblockiersystem mit elektronischer Bremskraftverteilung. Vorne sind innenbelüftete und an den Hinterrädern massive Scheibenbremsen eingebaut.
| Kenngrößen                                  | Charade 1.33                                                    |
| Bauzeitraum                                 | 05/2011–01/2013                                                 |
| Motorkenndaten                              |                                                                 |
| Motortyp                                    | R4-Ottomotor                                                    |
| Gemischaufbereitung                         | Saugrohreinspritzung                                            |
| Motoraufladung                              | —                                                               |
| Hubraum                                     | 1329 cm³                                                        |
| max. Leistung                               | 73 kW (99 PS) bei 6000/min                                      |
| max. Drehmoment                             | 128 Nm bei 3800/min                                             |
| Kraftübertragung                            |                                                                 |
| Antrieb, serienmäßig                        | Vorderradantrieb                                                |
| Getriebe, serienmäßig [ optional ]          | 6-Gang-Schaltgetriebe [ automatisiertes 6-Gang-Schaltgetriebe ] |
| Messwerte                                   |                                                                 |
| Höchstgeschwindigkeit                       | 175 km/h [ 175 km/h ]                                           |
| Beschleunigung, 0–100 km/h                  | 11,9 s [ 11,9 s ]                                               |
| Kraftstoffverbrauch auf 100 km (kombiniert) | 5,4 l Super [ 5,2 l Super ]                                     |
| CO2-Emission (kombiniert)                   | 125 g/km [ 119 g/km ]                                           |
| Abgasnorm nach EU-Klassifikation            | Euro 5                                                          |

- Werte in eckigen Klammern für das Automatikgetriebe

## Zulassungen
Nach Angaben des Kraftfahrt-Bundesamtes wurden in Deutschland im Jahr 2011 558 Daihatsu Charade neu zugelassen, im Jahr 2012 1063.